# Dimitra Kontou
Dimitra Eleni "Milena" Kontou (grekiska: Δήμητρα Ελένη (Μιλένα) Κοντού), född den 23 september 2005, är en grekisk roddare.

## Karriär
Vid OS 2024 i Paris tog Kontou brons tillsammans med Zoi Fitsiou i lättvikts-dubbelsculler. Vid EM 2025 i Plovdiv tog de silver tillsammans i dubbelsculler.